# 柏岡富英
柏岡 富英（かしおか とみひで、1948年 - ）は、日本の社会学者。

## 人物・経歴
兵庫県出身。関西学院高等部を経て、1973年関西学院大学経済学部卒業。1979年にデューク大学大学院社会学研究科博士課程修了。
関西外国語大学助教授、国際日本文化研究センター助教授、京都女子大学現代社会学部教授・部長を経て、2007年より京都文教大学総合社会学部教授を務めた後、2018年3月をもって退職。

## 著作

### 単著
- 『アメリカの思考回路―実験国家・その純真・不遜』（PHP研究所、1996年）ISBN 4569551505

### 共訳
- H・D・ダンカン『シンボルと社会』（中野秀一郎と共訳、木鐸社）
- ピーター・ペイン『マーシャル・アーツ―武術の霊的次元―』（柏岡祐子との共訳、平凡社）
- S・N・アイゼンシュタット『日本―比較文明的考察（一）』（梅津順一と共訳、岩波書店）